# Луконица
Луко́ница (бел. Луконіца) — река в Беларуси, левый приток Щары. Протекает по территории Гродненской области.
Длина реки — 32 км. Площадь водосбора 195 км². Среднегодовой расход воды в устье 1,1 м³/с. Средний наклон водной поверхности 2 ‰.
Река берёт начало около деревни Плавские Слонимского района. Генеральное направление течения — север. Большая часть течения проходит по Зельвенскому району, верховья лежат в Слонимском, а заключительные километры течения — в Мостовском районе.
Река течёт в пределах Слонимской возвышенности. Долина выразительная, трапециевидная, в верхнем и среднем течении узкая, извилистая, шириной 200—900 м. Пойма заболоченная, узкая, её ширина 100—500 м. Русло в верхнем течении извилистое, на протяжении 15 км канализировано: 1,5 км в верхнем течении и от деревни Пруд до устья (13,5 км). Берега крутые и обрывистые. Склоны пологие и умеренно крутые, изрезанные долинами притоков и оврагами.
Притоки — Дорогобужка (левый), в низовьях принимает сток из мелиоративных каналов. Протекает деревни Плавские, Ермоловщина, Ярнево, Дешковичи, Ревтовичи, Луконица, Пруд, Старая и Новая Голынка, Климовичи, Острово.
Впадает в Щару севернее д. Дубровка Мостовского района.